# Une soirée mondaine
Ne doit pas être confondu avec Soirée mondaine.
Pour plus de détails, voir Fiche technique et Distribution.
Une soirée mondaine est un film français de type court métrage réalisé par Henri Diamant-Berger en 1917.

## Fiche technique
- Autre titre : Ils y viennent tous au cinéma[1]
- Réalisation : Henri Diamant-Berger
- Scénario : Henri Diamant-Berger, André Heuzé et Gaston Secrétan
- Chef opérateur : Henri Diamant-Berger[1]
- Musique : Jean Wiener
- Société de production : Société nouvelle Pathé Cinéma
- Pays d'origine :  France
- Format : Muet - Noir et blanc - 1,37:1 - 35 mm[2]
- Genre : Comédie
- Durée : 8 minutes
- Année de réalisation :
  - France - 1917

## Distribution
- Maurice Chevalier - Momo
- Mistinguett - Miss
- Félix Mayol
- Dorville
- Gabriel Signoret
- Nina Myral
- Jane Renouardt
- Crisa Fulli
- Germaine Montigny